# Liste der Monuments historiques in Normier
Die Liste der Monuments historiques in Normier führt die Monuments historiques in der französischen Gemeinde Normier auf.

## Liste der Objekte
| Bezeichnung              | Beschreibung                          | Standort             | Kennzeichnung | Schutzstatus | Datum | Bild |
| ------------------------ | ------------------------------------- | -------------------- | ------------- | ------------ | ----- | ---- |
| Skulptur Heiliger Martin | Holz, farbig gefasst, 17. Jahrhundert | in der Mairie (Lage) | PM21005043    | Inscrit      | 2013  |      |